# Dichaetomyia phaeocnemis
Dichaetomyia phaeocnemis är en tvåvingeart som beskrevs av Fritz Isidore van Emden 1965. Dichaetomyia phaeocnemis ingår i släktet Dichaetomyia och familjen husflugor. Inga underarter finns listade i Catalogue of Life.